# 섀넌 엘리자베스
섀넌 엘리자베스(Shannon Elizabeth, 1973년 9월 7일 ~ )는 미국의 배우이다. 포커 선수, 모델로도 활동했다. 《아메리칸 파이 2》(2001)로 2001년 제5회 할리우드 영화상 신인 여우상을 수상했다.

## 출연 작품

### 영화
- 스노우 맨 (1997)
- 아메리칸 파이 (1999)
  - 아메리칸 파이 2 (2001)
  - 아메리칸 파이: 19금 동창회 (2012)
- 무서운 영화 (2000)
- 톰캣 (2001)
- 제이 앤 사일런트 밥 (2001)
- 13 고스트 (2001)
- 러브 액츄얼리 (2003)
- 커스드 (2005)
- 나이트 오브 데몬스 (2009)
- 제이 앤 사일런트 밥 리부트 (2019)

### 텔레비전
- SOS 해상 구조대 (1996)
- 스텝 바이 스텝 (1997)
- 저스트 슛 미 (2002)
- 환상특급 (2002)
- 요절복통 70쇼 (2003-05)
- 펑크드 (2004) - 본인
- MADtv (2005) - 본인
- 킹 오브 더 힐 (2005) - 목소리
- 댄싱 위드 더 스타 (2008) - 본인 (경쟁자)
- 멜리사 앤 조이 (2013)